# Asota ficus
Asota ficus är en fjärilsart som beskrevs av Fabricius 1775. Asota ficus ingår i släktet Asota och familjen nattflyn. Inga underarter finns listade i Catalogue of Life.

## Bildgalleri

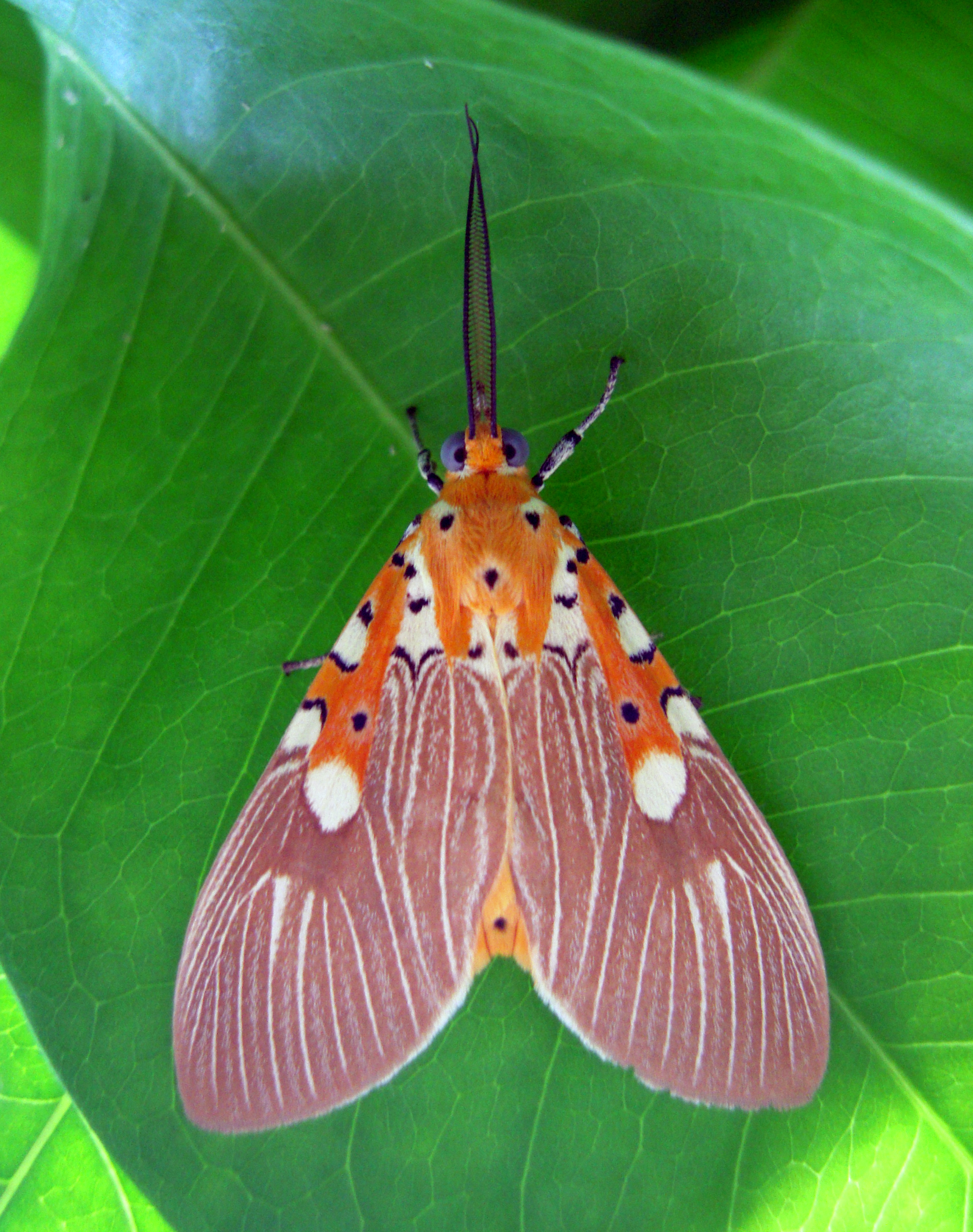